# Chalamán
«Chalamán» es una canción y sencillo de la banda argentina Los Abuelos de la Nada, correspondiente a su segundo álbum de estudio, Vasos y besos, editado en 1983. El autor de esta canción es Daniel Melingo, encargado del saxofón, el clarinete y la guitarra en la banda. Según Melingo, él la escribió y compuso en 1981, cuando todavía el grupo no había grabado su primero disco. Sus compañeros la apodaron como «genialidad hecha reggae marca Melingo». Fue el décimo tema del álbum y uno de los más destacados.
Este tema fue reversionado por Diego Torres para su disco debut.

## Músicos
- Daniel Melingo: voz principal y coros, guitarra rítmica y saxofón
- Miguel Abuelo: percusiones y coros
- Andrés Calamaro: sintetizadores y coros
- Gustavo Bazterrica: guitarra principal y coros
- Cachorro López: voz principal y coros, bajo
- Polo Corbella: batería híbrida

## Apariciones en otros medios
- Se puede escuchar la canción en el minuto 32:23 en el capítulo 8 de la serie argentina Historia de un clan.